# چاپین (لوئیزیانا)
چاپین (به انگلیسی: Chopin) یک منطقهٔ مسکونی در ایالات متحده آمریکا است که در پریش ناچیتوکس، لوئیزیانا واقع شده‌است.